# Rhachotropis lobata
Rhachotropis lobata is een vlokreeftensoort uit de familie van de Eusiridae. De wetenschappelijke naam van de soort is voor het eerst geldig gepubliceerd in 1934 door Clarence Raymond Shoemaker.